# جريمة قتل على طريق إيديتارود
جريمة قتل على طريق إيديتارود هو كتاب من تأليف سو هنري، نشرته مطبعة أتلانتيك في عام 1991، فاز الكتاب بجائزة أنتوني لأفضل رواية أولى في عام 1992.